# Echeandia llanicola
Echeandia llanicola är en sparrisväxtart som beskrevs av Robert William Cruden. Echeandia llanicola ingår i släktet Echeandia och familjen sparrisväxter. Inga underarter finns listade i Catalogue of Life.